# 圆球网足虫
圆球网足虫（Gromia sphaerica）是一种大型的有壳变形虫，為單細胞生物，屬於絲足蟲門网足虫属，是該屬中体型最大的物種。本種最早於2000年时在阿拉伯海1163米至1194米处发现，直徑介於4.7毫米至3.8厘米間，殼體一般為球狀，表面有孔洞而呈蜂窩狀，底部有絲狀構造附著於海床。
2008年，研究人員在巴哈馬小聖薩爾瓦多島附近海域再次發現了圆球网足虫，直徑約為3厘米，且在泥沙中留下了長達50公分的爬痕，此為首次有單細胞生物留下爬痕的紀錄。有些前寒武紀的遺跡化石也有類似的爬痕，過去一般認為是較複雜的多細胞生物留下的，此發現說明了這種爬痕也可能是圆球网足虫等單細胞生物所留下。